# 大島堅一
大島 堅一（おおしま けんいち、1967年 - ）は、日本の経済学者。専門は、環境経済学・環境政策学。立命館大学国際関係学部教授を経て、2017年から龍谷大学政策学部教授。2018年から原子力市民委員会座長。この他、大阪府特別参与なども務めた。大佛次郎論壇賞、環境経済・政策学会奨励賞受賞。

## 人物
福井県出身。福井県立武生高等学校を経て、一橋大学社会学部卒業、一橋大学大学院経済学研究科修了。一橋大学で寺西俊一に師事し、大学院では久保庭眞彰ゼミにも所属。妻は弁護士の大島麻子。
高崎経済大学助教授、立命館大学国際関係学部助教授・教授などを経て、2017年から龍谷大学政策学部教授。日本環境学会幹事、環境経済・政策学会常務理事。

## 原子力発電のコスト計算
原子力発電のコスト計算などを研究する。福島第一原子力発電所事故を受け、2011年9月、枝野幸男経済産業大臣により、資源エネルギー庁総合資源エネルギー調査会基本問題委員会委員に任命され、会合で「原発を止めるとコストがかかるというが、利益の方が大きい。」と主張した。同年10月には内閣官房国家戦略室エネルギー・環境会議コスト等検証委員会委員に就任。初会合で電力会社の有価証券報告書をもとに試算した発電単価が、政府試算の約2倍もの11～12円となると主張した。しかし、元経済産業省事務官の古賀茂明は、「一人二人改革派が入っても、結局少数派になって黙らされるっていうのがある。」との懸念を示した。2012年2月には大阪市長橋下徹の下、大阪市特別参与及び大阪府特別参与に就任。大阪府市エネルギー戦略会議委員を務める。
同年、著書『原発のコスト：エネルギー転換への視点』で第12回大佛次郎論壇賞受賞。

### 反論
一般財団法人日本エネルギー経済研究所の研究者である松尾雄司らは、大島による発電コストの計算方法は事業報酬の考え方や物価・利子率等の扱いについて問題点があると述べ、また「原子力発電のコストは・・・建設単価の上昇や設備利用率の低迷等により高い水準となっているものの、実績値ベースでは他電源に比べて依然として安価であった」とも述べている。

## 経歴
- 1967年 福井県鯖江市出身
- 1992年 一橋大学社会学部卒業
- 1994年 一橋大学大学院経済学研究科修士課程修了
- 1997年 一橋大学大学院経済学研究科博士課程単位取得退学、高崎経済大学専任講師に就任
- 2000年 高崎経済大学助教授に昇格
- 2001年 立命館大学国際関係学部助教授、日本環境学会幹事
- 2007年 一橋大学から博士（経済学）の学位を取得
- 2007年 立命館大学国際関係学部准教授
- 2008年 立命館大学国際関係学部教授
- 2010年 環境経済・政策学会常務理事
- 2011年 資源エネルギー庁総合資源エネルギー調査会基本問題委員会委員、内閣官房国家戦略室エネルギー・環境会議コスト等検証委員会委員
- 2012年 エセックス大学客員研究員、大阪市及び大阪府及び大阪府市統合本部特別参与、大阪府市エネルギー戦略会議委員、静岡県原子力経済性等検証専門部会委員
- 2017年 龍谷大学政策学部政策学科教授
- 2018年 原子力市民委員会の座長（前任者吉岡斉、脱原発のシンクタンクである）。[8]

## 受賞
- 2012年度環境経済・政策学会奨励賞
- 第12回大佛次郎論壇賞

## 著書

### 単著
- 『再生可能エネルギーの政治経済学：エネルギー政策のグリーン改革に向けて』（東洋経済新報社、2010年）（環境経済・政策学会奨励賞受賞、博士論文）
- 『原発のコスト：エネルギー転換への視点』（岩波新書、2011年）（第12回大佛次郎論壇賞受賞）
- 『原発はやっぱり割に合わない：国民から見た本当のコスト』（東洋経済新報社、2012年)

### 共著
- （除本理史・上園昌武）『環境の政治経済学』（ミネルヴァ書房、2010年）
- （飯田哲也監修・古賀茂明）『原発がなくても電力は足りる！：検証！電力不足キャンペーン5つのウソ』(宝島社、2011年）
- （除本理史）『原発事故の被害と補償：フクシマと「人間の復興」』（大月書店、2012年）

### 編著
- 『炭素排出ゼロ時代の地域分散型エネルギーシステム』（日本評論社、2012年）

### 共編著
- （寺西俊一・井上真）『地球環境保全への途 ―アジアからのメッセージ』（有斐閣、2006年）
- （水谷洋一・酒井正治）『地域発!ストップ温暖化ハンドブック―戦略的政策形成のすすめ』（昭和堂、2007年）
- （安斎育郎・飯田哲也・長谷川羽衣子共編著）『原発ゼロ：私たちの選択 』（かもがわ出版、2012年）
- （植田和弘監修・高橋洋）『地域分散型エネルギーシステム』（日本評論社、2016年）

### 訳書
- D.オコンナー『東アジアの環境問題：「奇跡」の裏側』（寺西俊一・吉田文和との共訳、東洋経済新報社、1996年）